# أفعى أورلوفي
فيبيرا أورلوفي (بالإنجليزية: Vipera Orlovi) هو نوع من الثعابين السامة في عائلة أفعويات. الأنواع مستوطنة في روسيا.

## أصل كلمة
الاسم المحدد أورلوفي ، تكريما لعالم الزواحف الروسي نيكولاي لوسترانوفيتش أورلوف.

## النطاق الجغرافي
تم العثور على فيبيرا أورلوفي في منطقة القوقاز في روسيا.

## البيئة

### الموطن
الموائل المفضلة لـ فيبيرا أورلوفي هي الغابات والأراضي العشبية والشجيرات على ارتفاعات 200–950 متر (660–3,120 قدم) .